# Karl-Marx-Straße (metropolitana di Berlino)
La stazione di Karl-Marx-Straße è una stazione della metropolitana di Berlino situata sulla linea U7.
Fu costruita da Alfred Grenander nel 1926 e prese il nome di Bergstraße, ma venne rinominata nel 1946 insieme alla strada in onore del filosofo Karl Marx. Nel 1968 l'area della stazione dove si prendono i treni fu allungata sino a raggiungere la misura di 105 m perdendo in parte il suo aspetto originale. Nel 1993 la stazione restò chiusa per alcuni giorni, poiché parti della banchina di accesso ai treni caddero tra i binari.
La stazione è posta sotto tutela monumentale (Denkmalschutz).